# A Shipwreck in the Sand
A Shipwreck in the Sand é o quarto álbum de estúdio da banda Silverstein, lançado a 31 de Março de 2009.
É um álbum conceptual, que aborda problemas como o sistema de saúde norte-americano, o governo e a guerra.
| Críticas profissionais                                                      | Críticas profissionais |
| Avaliações da crítica                                                       | Avaliações da crítica  |
| Fonte                                                                       | Avaliação              |
| --------------------------------------------------------------------------- | ---------------------- |
| allmusic                                                                    | [ 3 ]                  |
| Esta tabela precisa de ser acompanhada por texto em prosa. Consulte o guia. |                        |

## Faixas
Chapter One: It Burns Within Us All
1. "A Great Fire" - 4:00
2. "Vices" (fcom Liam Cormier) - 3:19
3. "Broken Stars" - 3:30

Chapter Two: Liars, Cheaters and Thieves
1. "American Dream" - 3:05
2. "Their Lips Sink Ships" - 1:02
3. "I Knew I Couldn't Trust You" - 3:29
4. "Born Dead" (com Scott Wade) - 2:51

Chapter Three: Fight Fire with Fire
1. "A Shipwreck in the Sand" - 4:38
2. "I Am the Arsonist" - 3:08
3. "You're All I Have" - 3:33

Chapter Four: Death and Taxes
1. "We Are Not the World" - 3:21
2. "A Hero Loses Everyday" - 3:08
3. "The Tide Raises Every Ship" - 0:46
4. "The End" (com Lights) - 7:25

## Desempenho nas paradas musicais
| Parada musical (2009)                   | Posição |
| --------------------------------------- | ------- |
| Estados Unidos - Billboard 200          | 33      |
| Estados Unidos - Top Independent Albums | 3       |

## Créditos
- Shane Told – Vocal, guitarra, teclados
- Neil Boshart – Guitarra
- Josh Bradford – Guitarra
- Billy Hamilton – Baixo, vocal de apoio
- Paul Koehler – Bateria, percussão